# Chlumek (tvrz, okres Ústí nad Orlicí)
Chlumek je zaniklá tvrz v lesním porostu východní části katastru obce Koldín, přibližně 1,5 km od středu obce, nedaleko křižovatky cest spojujících vsi Sudslavu s Nasavrky (po této vede žlutá turistická značka a naučná stezka Mezi Orlicemi) a Koldín s Turovem. Tvrziště je chráněné jako kulturní památka.

## Historie
Ke tvrzi (a k ní zřejmě bezprostředně přiléhající někdejší vsi), jejíž vznikl je kladen do 14. století, se dochovala pouze jediná dobová zpráva. V březnu 1544 obnovil Jan Licek z Rýzmburka vklad do desek zemských, jímž se přiznal k vlastnictví panství Borohrádek. Zmiňuje zde „Chlumek tvrz pustou a ves tudíž též pustou“. Z toho lze usuzovat, že tvrz přestala být nejpozději od počátku 16. století obývána. August Sedláček její zánik kladl do souvislosti s náboženskými válkami v 15. století. Jméno tvrze a vsi si udržela daná lokalita, resp. souvislý lesní porost rozkládající se východně od Koldína.
Tvrz uvedl do obecného povědomí spisovatel Alois Jirásek svou povídkou Na Chlumku z roku 1889. Její fiktivní děj, odehrávající se v době braniborského vpádu do Čech po smrti Přemysla Otakara II., nemá k tvrzi Chlumek žádný reálný historický vztah.

## Stavební podoba
Tvrziště má čtverhranný půdorys s rozměry 42 × 46 metrů, vymezený valem a jedenáct až šestnáct metrů širokým příkopem. Val je na jihu narušen lesní cestou, na východě vývraty a norami živočichů a v jihovýchodním nároží zcela chybí. Vnitřní pahorek má rozměry 20 × 20 metrů a je rozčleněn na dvě výškové úrovně. V jižní části pahorku jsou patrné valovité relikty čtverhranné obytné stavby, pravděpodobně věže.